# 소토초등학교
소토초등학교는 대한민국 경상남도 양산시에 있는 초등학교다.

## 연혁
- 1935.05.15 소토공립간이학교 설립 인가
- 1943.04.01 소토국민학교 개교
- 1991.11.06 양산 교육청 컴퓨터교육 시범학교
- 1994.10.17 급식학교 지정
- 1996.11.15 양산교육청 지정 열린교육 시범학교
- 1998.11.10 양산교육청 지정 과학교육 시범학교
- 2004.11.18 양산교육청 지정 교수 - 학습방법개선 시범학교
- 2008.12.04 체육관 및 학교 증축 공사 완료
- 2012.03.23 아름다운 양치교실 개소
- 2014.03.01 제26대 장종대 교장 부임
- 2015.02.13 제67회 졸업장수여식(50명,총계:4243명)